# فلافيو كوبولي
فلافيو كوبولي (مواليد 6 مايو 2002) هو لاعب تنس محترف إيطالي، أعلى تصنيف له في الفردي كان ال147 في أبريل 2022.

## روابط خارجية
- فلافيو كوبولي على موقع رابطة محترفي التنس (الإنجليزية)
- فلافيو كوبولي على موقع الاتحاد الدولي لكرة المضرب (الإنجليزية)
- فلافيو كوبولي على موقع كأس ديفيز (الإنجليزية)
- فلافيو كوبولي على موقع خلاصة التنس.كوم (الإنجليزية)